# ラムノース
ラムノース (rhamnose, Rham) は、天然に存在するデオキシ糖の一種である。L-マンノースの 6位のヒドロキシ基が水素原子に置き換わった構造を持ち、メチルペントース、あるいはデオキシヘキソースに分類される。D体、L体のエナンチオマー、α体、β体のアノマーが知られ、天然には L体が見られる。ほとんどの糖について天然型が D体である中で、このラムノースは例外的である。同様に L体が天然に存在する糖として、フコース、アラビノースが挙げられる。
L-ラムノースはクロウメモドキ科クロウメモドキ属（Rhamnus）の植物や、Toxicodendron vernix（通称ポイズン・スマック、ウルシ科ウルシ属の植物の一種）から単離される。他の植物の中にも、グリコシドの形（ラムノシド）で見られる。
再結晶の条件により、α体、β体を作り分けることができるが、溶液状態、あるいは吸湿によっても変旋光を起こす。